# Joseph Kosma
Joseph Kosma, en hongarès Kozma József (Budapest, 22 d'octubre de 1905 - La Roche-Guyon, 7 d'agost de 1969) fou un compositor hongarès naturalitzat francès el 1946.
Fou l'autor i arranjador de la música de les següents pel·lícules:
- Le crime de Monsieur Lange, (1935),
- Une partie de campagne, (1936), totes dues de Renoir,
- Jenny, (1936) de Carné,
- La gran ilusion, (1937),
- La Marsellesa, (1938),
- La bète humaine, en català La bèstia humana (1939),
- La règle du jeu , (1939) les dues de Renoir,
- Les visiteurs du soir, (1942) de Carné,
- Les enfants du Paradis, en català Les enfants du Paradis (1943-45) obra mestra de Carné i Jacques Prévert,
- Les portes de la nuit, en català Les portes de la nit (1944-45), de Carné,
- Les Chouans, (1946) d'Henri Calef,
- Le voyage surprise, (1946) de Prévert
- D'homme à hommes , (1948), de Christian Jaque,
- Les Amants de Vérone, (1948) d'André Cayatte,
- La Marie du Port, (1949), de Carné,
- Au grand Balcon, (1949), d'Henri Decoin,
- L'école buissonnière, (1949), de Jean-Paul Le Chanois,
- Black Jack, (1950), de Julien Duvivier,
- Parigi è sempre Parigi, (1950) de Luciano Emmer
- Juliette ou la clé des songes, (1950) de Carné,
- Sans Laisser l'adresse, (1950) de Le Chanois,
- Trois télégrammes, (1950) de Decoin
- Agence matrimoniale, (1952) Le Chanois
- La bergère et le ramoneur, (1952) de Paul Grimault
- Huis clos, (1954) de Jean Audry i Sartre
- Cela s'appelle l'aurore, (1955), de Luis Buñuel
- Calle Mayor, (1956) de Bardem
- Le déjeuner sur l'herbe, de Renoir

També va treballar en els curtmetratges:
- Le sang des bétes, (1948) de Georges Franju
- Desordres, (1950) de Barattier
- En passant par la Lorraine, (1951) de Franju

I en les pel·lícules de dibuixos:
- Le petit soldat de Grimault,
- La cigala i la formiga, de Jean Image

A més va compondre, unes 50 cançons sobre texts de Sartre, Desnos i Jacques Prévert. Amb col·laboració amb aquest últim va produir les que més fama li donaren:
- Les enfants qui s'aiment,
- Si tu t’imagines,
- Barbara, sobre la destrucció de Brest
- Les feuilles mortes, que han estat interpretades per Edith Piaf, Les Frères Jacques, Yves Montand o Juliette Gréco.

Va escriure la música de la pantomima Baptiste (1944), de Barrault

## Ballets
- Le rendez-vous, (1945), per a Roland Petit
- L'Écuyére, (1938), per a Serge Lifar i interpretat per Ivette Cahauviré
- Le Proscrit, (Niça, 1963) per George Skibine

També és autor d'una opereta sobre les Chansons de Bilitis.

## Òperes
- Les Canuts (Berlín, 1959; Lió, 1964),
- Un amour électronique (París, 1962, Berlín i Budapest, 1963; Basilea, 1966)
- Husards (Lió, 1968)

I de la música escènica per:
- Histoire de Vasco,
- Les mouches,
- Comment va le monde Móssieu? Il tourne, Móssieu.